# オンザフィールド
株式会社オンザフィールド（英: On the Field Inc.）は東京都世田谷区にある、アーティストマネージメント並びに音楽・LIVE制作プロダクション。1980年設立の音楽出版会社・株式会社スペース･デン（代表・浅沼勇）の創立メンバーである北原葉子を中心に、音楽制作・マネージメント部門を独立させ、2006年設立。CD・DVDの原盤企画、Live企画、グラフィックデザイン、Webデザインを行う。

## アーティスト

### 所属アーティスト
- Brush&Picks
- 服部祐民子（2010年10月22日付で無期限の活動停止）

### プロデュースアーティスト
- 小杉十郎太
- 中井貴惠